# Wolverine (Comicfigur)

Logo der frühen Wolverine-Comics

Wolverine (englisch: Vielfraß) ist eine Comicfigur des amerikanischen Marvel-Verlags. Es handelt sich um einen Superhelden, der meist als Mitglied der Truppe X-Men in Erscheinung tritt. Ferner ist Wolverine Teil einer Neukonzeption des Superheldenteams Die Rächer und Protagonist einer eigenen, nach ihm benannten Comicreihe.
Geschaffen wurde die Figur von den Autoren Len Wein, Roy Thomas und vom Zeichner John Romita senior sowie mit künstlerischer Hilfe des Hulk-Illustrators Herb Trimpe. Seinen ersten Auftritt hatte Wolverine im Oktober 1974 auf der letzten Seite des Marvel-Comics Incredible Hulk #180.

## Die Figur des Wolverine

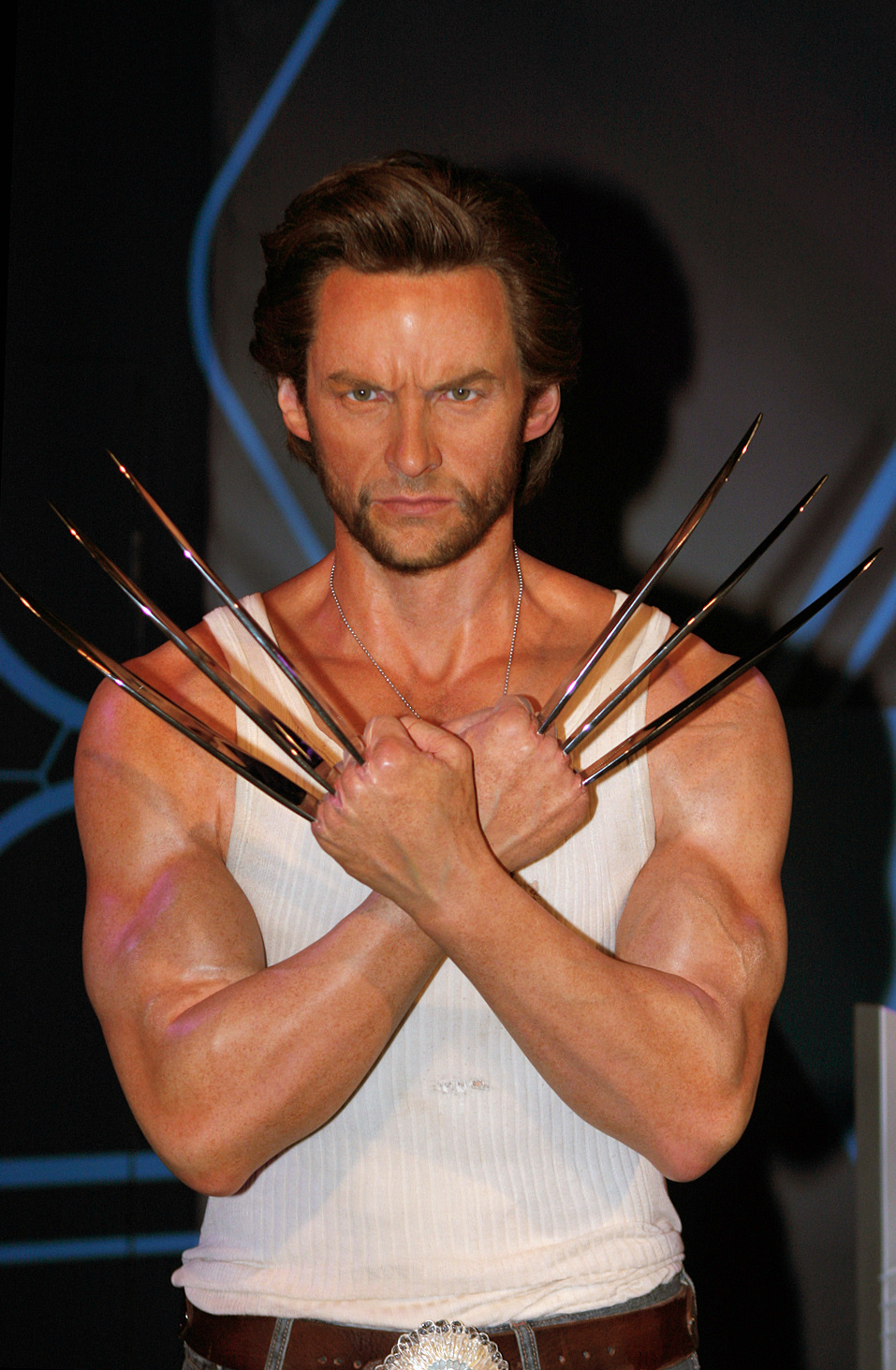
Wolverine als Wachsfigur von Madame Tussauds, angelehnt an die filmische Darstellung durch Hugh Jackman in X-Men Origins: Wolverine

Wolverine ist ein kanadischer Mutant mit einer erhöhten Regenerationsfähigkeit, die jede Verletzung heilt, auch Knochenbrüche und verlorene Krallen, und seine Alterung stoppt, mit verfeinerten Sinnen, Ausdauer und Agilität sowie übermenschlicher Stärke und Reflexen. Die drei jeweils ca. 30 Zentimeter langen, knöchernen Auswüchse, die er aus dem Rücken jeder Hand ausfahren kann, sind ebenfalls Ausprägungen seiner Mutation. Im Rahmen eines militärischen Projektes namens Waffe-X wurde Wolverines ganzes Skelett inklusive dreier ausfahrbarer Klingen an jeder Hand mit der fast unzerstörbaren Legierung Adamantium ummantelt. Sein richtiger Name ist James Howlett, er nennt sich selbst Logan und wählte als Superheldennamen Wolverine, dt.: Vielfraß, ein Raubtier aus der Familie der Marder, das für seine Zähigkeit, Schnelligkeit und Aggressivität bekannt ist. Der kanadische Vielfraß kann sich trotz seiner bei weitem geringeren Größe im Kampf sogar mit Grizzlys und Pumas messen.

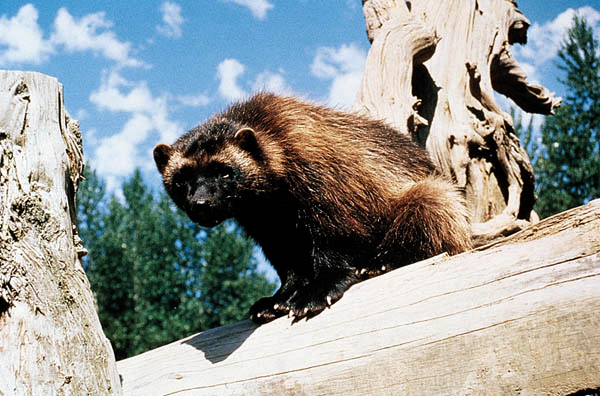
Ein Vielfraß (engl. wolverine)

Wolverines Erzfeind ist Sabretooth, der Logan verfolgt, seit dieser Sabretooths Bruder Saul aufgrund eines Verrates umgebracht hat. Logans Gedächtnis hat einige Lücken, da er schon mehreren von William Stryker angeordneten Gehirnwäschen unterzogen wurde. Auch an Waffe-X kann er sich nicht mehr richtig erinnern. Wolverine wurde ca. 1870 geboren. Über seine Familie und Herkunft ist wenig bekannt, man weiß nur, dass er gebürtiger Kanadier ist.
Nach dem Zweiten Weltkrieg hält sich Wolverine in Japan auf, wo er eine Beziehung mit einer Frau namens Itsu eingeht. Itsu wird schwanger, doch noch vor der Geburt des Kindes wird sie vom Winter Soldier getötet. Im Glauben, Itsu und das Kind verloren zu haben, verlässt Wolverine das Dorf. Erst Jahrzehnte später findet er heraus, dass Romulus seinen Sohn rettete, ihn jedoch zu einer verbitterten Kampfmaschine erzog. Wolverines Sohn heißt Akihiro, wird aber nur Daken genannt. Er hat die gleichen Fähigkeiten wie sein Vater, bei ihm sprießen jedoch nur zwei Klauen aus jedem Handrücken und jeweils eine weitere aus jedem Unterarm.
Nachdem er mit seinem Adamantiumskelett versehen worden war, trat Wolverine dem kanadischen Superheldenteam Alpha Flight bei. Bei einem Versuch, Professor Charles Xavier zu töten, wurde Logan jedoch von dessen Psi-Kräften überwältigt und dazu gebracht, den X-Men beizutreten, um das ursprüngliche Team aus den Klauen der lebenden Insel Krakoa zu befreien. Daraufhin trat Wolverine aus der kanadischen Armee aus und blieb für viele Jahre ein tragendes Mitglied der X-Men. Inzwischen hat er sich aber den von Captain America neugegründeten Avengers angeschlossen.
Im Laufe seiner Karriere als Superheld fühlte sich Wolverine zu mehreren Frauen hingezogen: als Mitglied von Alpha Flight zu Heather Hudson, der Frau seines Freundes und Gönners Mac (als Vindicator und Guardian der Anführer von Alpha Flight), und bei den X-Men zu Jean Grey (Marvel Girl), bevor er Mariko Yashida traf, die seine langanhaltendste Beziehung wurde. Allerdings musste er sie töten, nachdem sie von ihrem Rivalen Matsu'o Tsurayaba tödlich vergiftet worden war und nicht qualvoll zugrunde gehen wollte. Es wurde auch angedeutet, dass er eine engere Beziehung mit Squirrel Girl unterhielt, die nicht sonderlich gut endete; diese ist jetzt zusammen mit ihm – wenn auch mehr indirekt – ein Teil des New Avengers-Teams. Allerdings tritt er später wieder den X-Men bei.
Im Laufe seiner Zeit bei den X-Men wurde Logan zum Beschützer, Mentor und zeitweise sogar Ersatzvater für mehrere junge Mädchen, die den X-Men beigetreten waren. Dies waren Shadowcat, Rogue, Jubilee, Armor, X-23 und Oya. Sogar die junge Black Widow gehörte zu Logans Schützlingen. Dies wurde von den Autoren eingeführt, um den weichen Kern von Wolverine zu betonen. 
Neben Sabretooth, Daken und Romulus machte sich Logan noch andere Feinde, etwa den russischen Supersoldaten Omega Red, als er für eine US-Sondereinheit arbeitete, sowie Lady Deathstrike, eine japanische Cyborg-Kriegerin.
Eine andere wichtige Figur, X-23 alias Laura Kinney, entstammt einem Klonversuch Wolverines aus dem Waffe-X-Nachfolgeprojekt und besitzt ähnliche Fähigkeiten. Im Gegensatz zu ihm hat sie je zwei Knochenkrallen an den Händen sowie je eine an den Füßen, die sie ein- und ausfahren kann. Diese Knochenkrallen wurden später wie bei Wolverine ebenfalls mit der nahezu unzerstörbaren Legierung Adamantium überzogen. In den folgenden Jahren durchlief sie ein brutales Training, an dessen Ende X-23 als Auftragsmörderin für das Weapon-X-Programm, aber auch für den Verbrecher Kingpin zu arbeiten begann. Als eine Art Sicherheit hat man X-23 auf einen bestimmten Duft programmiert; ist sie diesem ausgesetzt, läuft sie Amok und tötet alles in ihrer Umgebung. Nach ihrer Flucht und einem Kampf mit Wolverine schloss sie sich den X-Men an. Dank Logan und den X-Men konnte Laura ihre Menschlichkeit entdecken. Nach Logans Tod tritt sie seine Nachfolge an und wird nun selbst zu Wolverine.
Die Figur von X-23 wurde ursprünglich für die X-Men: Evolution-Zeichentrickserie konzipiert, doch ihre Popularität führte dazu, dass sie retroaktiv in die Mainstream-Comicserie eingeführt wurde.

## Comic-Veröffentlichungen
Seinen ersten Auftritt hatte Wolverine im Oktober 1974 auf der letzten Seite des Marvel-Comics Incredible Hulk #180 und im darauf folgenden Band. Wolverine ist seit der Erstausgabe von Giant-Size X-Men 1975 Teil der X-Men. Von September bis Dezember 1982 erschien eine vierteilige Serie mit dem Titel Wolverine, die von Claremont und Frank Miller gestaltet wurde. Dieser folgte die sechsteilige Reihe Kitty Pryde and Wolverine, in der er gemeinsam mit dem Charakter Kitty Pryde auftrat. Ab November 1988 erschien eine weitere Reihe mit Wolverine in der Hauptrolle, die 189 Hefte erreichte. Der erste Autor der Serie war Claremont, der erste Zeichner John Buscema. In den 1990er Jahren trat Wolverine unter anderem in einigen Ausgaben von Weapon X auf.

## In anderen Medien
Wolverine nimmt eine zentrale Rolle in den zeitgenössischen X-Men-Adaptionen ein, seien es animierte Fernsehserien, Videospiele oder die Kinoreihe von 20th Century Fox mit bisher 13 Teilen, in denen der australische Schauspieler Hugh Jackman diese Rolle übernommen hat. Den Anfang macht die Original-Trilogie, bestehend aus X-Men (2000), X-Men 2 (2003) und X-Men: Der letzte Widerstand (2006), gefolgt von den Prequels X-Men: Erste Entscheidung (2011), X-Men: Zukunft ist Vergangenheit (2014) und X-Men: Apocalypse (2016), die die Vorgeschichte der X-Men und die einiger primärer Antagonisten, wie zum Beispiel Magneto und Mystique, erzählen.
Ab November 2007 wurde unter der Regie von Gavin Hood ein Wolverine-Ablegerfilm der Reihe unter dem Titel X-Men Origins: Wolverine in Australien, Neuseeland und der US-amerikanischen Stadt New Orleans gedreht. Das Drehbuch dafür schrieb David Benioff; der Film ist am 1. Mai 2009 in den internationalen Kinos angelaufen. Jackman verkörpert auch bei diesem Projekt die Figur des Wolverine. Als Sabretooth ist Liev Schreiber zu sehen. Der Film ist ebenfalls ein Prequel zur X-Men-Reihe und spielt zwei Jahrzehnte vor dem ersten Teil der Trilogie. In einem weiteren Film, der in Deutschland unter dem Titel Wolverine: Weg des Kriegers (2013) erschien, schlüpft Jackman erneut in die Rolle von Wolverine. 2017 folgte Logan – The Wolverine. Deadpool & Wolverine wurde 2024 veröffentlicht. 
Im März 2006 erschien der Roman Waffe X über Wolverine von Marc Cerasini.